# Bezirk Pardubitz
Der Bezirk Pardubitz (tschechisch: Okresní hejtmanství Pardubice) war ein Politischer Bezirk im Königreich Böhmen. Der Bezirk umfasste Gebiete in Ostböhmen im heutigen Pardubický kraj (Okres Pardubice). Sitz der Bezirkshauptmannschaft war die Stadt Pardubitz (Pardubice). Das Gebiet gehörte seit 1918 zur neu gegründeten Tschechoslowakei und ist seit 1993 Teil Tschechiens.

## Geschichte
Die modernen, politischen Bezirke der Habsburgermonarchie wurden 1868 im Zuge der Trennung der politischen von der judikativen Verwaltung geschaffen.
Der Bezirk Pardubitz wurde 1868 aus den Gerichtsbezirken Holitz (tschechisch: soudní okres Holice), Přelauč (Přelouč) und Pardubitz (Pardubice) gebildet.
Im Bezirk Pardubitz lebten 1869 74.813 Personen, wobei der Bezirk ein Gebiet von 14,2 Quadratmeilen und 124 Gemeinden umfasste.
1900 beherbergte der Bezirk 92.390 Menschen, die auf einer Fläche von 785,84 km² bzw. in 135 Gemeinden lebten.
Der Bezirk Pardubitz umfasste 1910 eine Fläche von 785,87 km² und beherbergte eine Bevölkerung von 102.055 Personen. Von den Einwohnern hatten 1910 100.996 Tschechisch und 751 Deutsch als Umgangssprache angegeben. Weiters lebten im Bezirk 308 Anderssprachige oder Staatsfremde. Zum Bezirk gehörten drei Gerichtsbezirke mit insgesamt 140 Gemeinden bzw. 156 Katastralgemeinden.